# Union des églises baptistes du Cameroun
L'Union des Églises Baptistes du Cameroun (UEBC) est une association chrétienne évangélique d'églises baptistes au Cameroun. Elle est affiliée à l'Alliance baptiste mondiale. Son siège est situé à Douala.

## Histoire

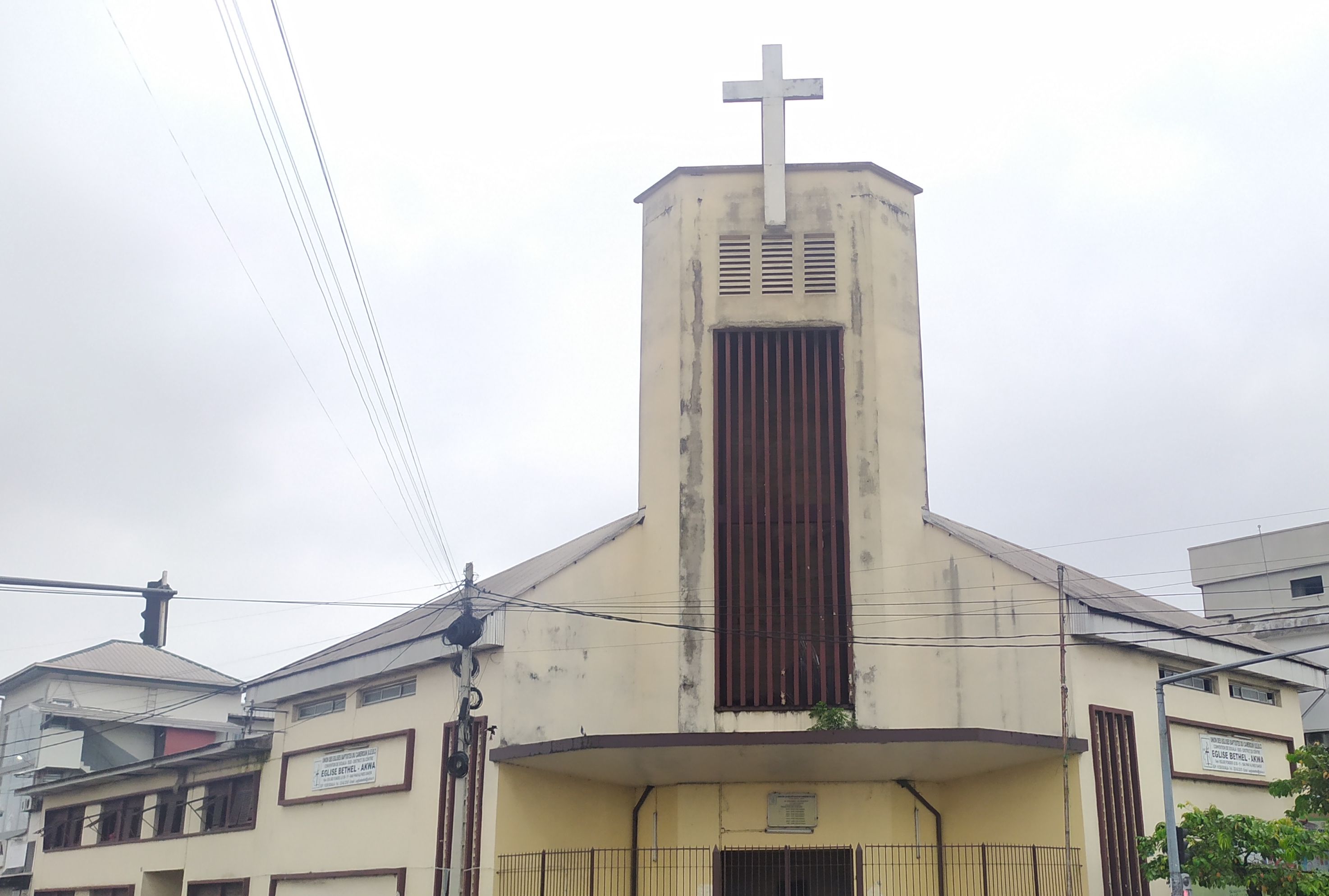
Bâtiment de l’Église Bethel Akwa à Douala, Cameroun, 2021.

L’union a ses origines dans une mission britannique de la Société missionnaire baptiste à Bimbia en 1843, dirigée par le missionnaire jamaïcain Joseph Merrick ,,. En 1845, le missionnaire anglais Alfred Saker et sa femme arrivent à Douala . En 1849, Saker fonde l’église baptiste Béthel . En 1886, après l’expulsion de la Société missionnaire baptiste par les Allemands, l’œuvre missionnaire a été transférée à la Mission de Bâle . En 1917, l’administration de la mission est reprise par la Société des missions évangéliques de Paris. En 1952, l’Union des Églises baptistes du Cameroun est officiellement fondée,. En 1957, elle devient autonome de la Société des missions évangéliques de Paris. Elle a à sa tête un bureau exécutif composé de dix personnes élues lors des conférences générales, synodes de l'Église, pour un mandat de cinq ans. Selon un recensement de l’association, en 2023 elle disait avoir 525 églises et 80,000 membres.

## Écoles
Elle compte 19 écoles primaires et 3 écoles secondaires affiliées .
Elle a également 4 instituts de formation professionnelle .
Elle compte 2 instituts de théologie affiliés.

## Services de santé
Elle a 4 hôpitaux et 16 centres de santé .